# Regiões da Mauritânia
A Mauritânia é dividida em 12 regiões (capitais entre parênteses) e um Distrito Capital:
1. Adrar (Atar)
2. Assaba (Kiffa)
3. Brakna (Aleg)
4. Dakhlet Nouadhibou (Nouadhibou)
5. Gorgol (Kaédi)
6. Guidimaka (Sélibaby)
7. Hodh Ech Chargui (Néma)
8. Hodh El Gharbi (Aioun el Atrouss)
9. Inchiri (Akjoujt)
10. Nuaquexote (capital national)
11. Tagant (Tidjikdja)
12. Tiris Zemmour (Zouérate)
13. Trarza (Rosso)

Durante a ocupação da Mauritânia Saara Ocidental (1975-79), a sua porção de território (aproximadamente correspondente à metade inferior da província Rio de Oro) foi chamada Tiris al-Gharbiyya.
As regiões são subdivididas em 44 departamentos; ver departamentos da Mauritânia para mais detalhes.